# Literatura pulp gay
La ficción pulp gay o simplemente pulp gay, se refiere a una serie de novelas publicadas sobre todo en los Estados Unidos, principalmente de ficción, que incluían referencias a la homosexualidad masculina, específicamente al sexo gay, ediciones baratas en rústica, de ahí su nombre en inglés pulp, «pulpa» de madera, haciendo referencia al material del libro; la ficción pulp lésbica es similar, pero sobre mujeres. Michael Bronski, editor de una antología de textos de ficción pulp gay, nota en la introducción que «pulp gay (gay pulp) no es un término exacto y es empleado de forma un tanto vaga para referirse a una serie de libros que tenían orígenes y mercados distintos.» La gente emplea a menudo el término para referirse a los pulp gays «clásicos» que fueron escritos antes de 1970 aproximadamente, pero también puede ser usado para referirse a cualquier libro de erótica o pornografía gay en un libro en rústica o en una revista publicados desde entonces.

## Comienzos del pulp gay
Los pulps gays formaron parte de la expansión de los libros baratos de rústica que comenzó en la década de 1930 y «alcanzó su plena fuerza a comienzos de la década de 1950». Las grandes editoriales vendían las ediciones baratas para ser vendidas en estaciones de tren y autobús, tiendas de baratijas, colmados, droguerías y quioscos de prensa, paralela al mismo mercado que había comprado revistas pulp durante la primera mitad del siglo XX. Diseñadas para llamar la atención, las portadas mostraban diseños de colores vívidos y a menudo trataban de temas tabú: prostitución, violación, mestizaje, lesbianismo y homosexualidad masculina. Michael Bronski señala que la ficción pulp lésbica era mucho más popular y numerosa que la que trataba de la homosexualidad masculina; lo atribuye al hecho de que, a pesar de que el pulp lésbico era leído tanto por mujeres lesbianas como heterosexuales, la mayor parte del mercado de estas novelas eran hombres heterosexuales. Según Bronski, «la trayectoria de los pulp gays fue muy distinta. No había un mercado floreciente para novelas masculinas en la década de 1950 porque aparentemente causaba muy poca atracción sobre la mayoría de los lectores heterosexuales.»
Aun así, algunos pulps gay fueron publicados por grandes editoriales durante la década de 1950 y principios de la de 1960. Eran a menudo reimpresiones de novelas literarias que incluían referencias a la homosexualidad, como fue el caso de la novela The Fall of Valor (1946) de Charles Jackson o The City and the Pillar (1948) de Gore Vidal, que se editó en rústica por primera vez en 1952. Lo mismo ocurrió con la novela Strange Brother (1931) de Blair Niles, que fue editada en rústica en 1952.

## Primera novela pulp gay original
La primera novela pulp gay original que trataba la homosexualidad fue de 1952, Men into Beasts, una obra de no ficción de George Viereck. Viereck, un poeta, fue enviado a prisión durante la II Guerra Mundial por su trabajo como propagandista a sueldo de la Alemania nazi. Men into Beasts es un recuerdo general de las indignidades y brutalidades de la vida en la prisión. La portada del libro muestra un hombre posando discretamente desnudo, de rodillas en una celda de prisión, siendo golpeado por dos guardianes de la prisión. El texto en la contraportada culpa las revueltas carcelarias a «la esclavitud homosexual — prisioneros que son obligados a practicar actos anormales con desviados sexuales que recorren las prisiones a voluntad.»

## Comienzos del pulp gay sexualmente explícito
Comenzando alrededor de 1964, más de una década de desafíos a las leyes de censura de EE. UU. aplicados a novelas literarias como El amante de Lady Chatterley, Portnoy's Complaint y El almuerzo desnudo, habían redefinido los estándares legales de la obscenidad. Susan Stryker cita la bibliografía de Tom Norman sobre los libros de erótica gay editados en Norteamérica para indicar que se publicaron en 1965 treinta libros gays en rústica y más de cien lo fueron en 1966. Muchas de las editoriales tenían sus raíces en la publicación de beefcake, o revistas sobre el «físico masculino», de la década de 1950, antecesores de las revistas de pornografía gay.
La mayoría de las nuevas novelas gays eran explícitamente pornográficas, con el texto pensado para provocar respuestas sexuales, más que para el estilo literario, y provenían de pequeñas editoriales, como Guild Press, Greenleaf Classics y Publisher's Export Company, más que de las grandes editoriales nacionales. Por ejemplo, Greenleaf (bajo el editor Earl Kemp) publicó una serie de parodias eróticas de espías llamada The Man from C.A.M.P., escrita por Victor J. Banis. Banis afirma que, una vez que Kemp y Greenleaf probaron que había un mercado para este tipo de ficción, otros editores siguieron pronto el ejemplo.
Entre los «títulos y seudónimos más provocativos» publicados en esa década se pueden incluir: Summer in Sodom, de Edwin Fey; Gay Whore, de Jack Love; Hollywood Homo, de Michael Starr; The Short Happy Sex Life of Stud Sorell, de Orlando Paris; It's a Gay, Gay, Gay, Gay World, de Guy Faulk; Gay on the Range, de Dick Dale; Queer Belles, de Percy Queen; y Gay Pals, de Peter Grande.
A veces, estas novelas efímeras pueden resultar útiles para el estudio de la historia LGBT. Como indican Susan Stryker y Michael Meeker en un nuevo prefacio al The Gay Detective (1965) de Lou Rand, la novela en cuestión se ha mostrado como un documento valioso para los historiadores LGBT de San Francisco, describiendo a prominentes figuras sociales que estaban en el armario, conflictos étnicos sobre la corrupción policial y la emergencia del submundo de los narcóticos en la ciudad, además de referirse a locales LGBT de la época.

## Principales autores
Algunos de los títulos publicados a finales de la década de 1960 borraron las fronteras entre la ficción literaria y la pornografía gay. Mientras que todos ellos incluían más contenido sexual explícito que las novelas literarias en general o que las novelas baratas dominantes, no sexuales (novelillas del oeste, románticas, etc.) de la época, algunos aspiraban a un mérito literario mayor e incluían intentos de caracterizaciones, puestas en escena y argumentos más cuidadosos. Susan Stryker cita en esta categoría a Chris Davidson y Richard Amory, que escribieron para Greenleaf Classics. Davidson le puso un toque de pornografía gay a géneros conocidos: A Different Drum relata sexo entre un soldado yankee y otro confederado durante la guerra civil estadounidense; Go Down, Aaron muestra a un prisionero judío que es objeto de sadismo sexual en el Tercer Reich; y Caves of Iron sobre sexo en las prisiones. Richard Amory en tanto tiene una historia del tipo The Last of the Mohicans en Song of the Loon, pero con el explorador solitario y los indios teniendo sexo. El historiador gay John Howard ha identificado a Carl Corley como un escritor de pornografía pulp que era «más sobrio, más serio», y cuyas historias transcurían habitualmente en el sur de Estados Unidos nativo del autor. Victor J. Banis escribió la serie de detectives gay, The Man From C.A.M.P., cuyas novelas protagoniza Jackie Holmes como superespía internacional gay. La serie vuelve del revés el popular género de la novela de espías.